# 24 часа (7-й сезон)
Седьмой сезон американского драматического телесериала «24 часа», также известный как «Седьмой день», транслировался на канале Fox с 11 января по 18 мая 2009 года. Сезон планировали запустить к показу ещё в январе 2008 года, но съёмки были задержаны на целый год из-за забастовки сценаристов. 23 ноября 2008 года Fox показали двухчасовой телевизионный фильм «24 часа: Освобождение», который является связующим звеном между сезонами.

## Обзор сезона
Спустя 4 года после событий шестого сезона события седьмого сезона начинаются и заканчиваются в 8:00 утра, действие происходят в Вашингтоне. Сезон начинается с масштабных террористических актов, осуществлённых террористами, взломавшими защитную компьютерную систему правительственных инфраструктур Америки и ответственных также за конфликт в Сангале. Сезон показывает первую женщину-президента Эллисон Тэйлор, в нём появляются герои из прошлых сезонов. На этот раз Джек Бауэр помогает в расследованиях ФБР, так как КТО было упразднено.

### Основные сюжетные линии
1. Люди полковника Ике Дубэку взламывают правительственную программу Фаейрвол, угрожают нанести серьёзный ущерб, затем пытается управлять президентом Тейлор, похищая её мужа.
2. Группа солдат во главе с генералом Джума вторгаются в Белый дом и берут президента Тейлор в заложники.
3. Наёмники из Старквуда получают из Сангалы груз с биологическим оружием и угрожают применить его в крупнейших городах Америки.
4. Тони Альмейда предаёт Джека и ФБР и крадёт последнюю капсулу с биологическим оружием.

### Второстепенные сюжетные линии
- Сенатор Блэйн Майер стремится сделать из процесса над Джеком показательный пример наказания за превышение полномочий на государственной службе.
- Супруг президента Тейлор не верит в самоубийство сына Роджера Тейлора и ищет доказательства.
- Джек узнаёт, что «воскресший» Тони Алмейда выступает на стороне террористов.
- Джек объединяется со своей старой командой, бывшими сотрудниками КТО, чтобы предотвратить грозящую угрозу.
- Директор ФБР Ларри Мосс пытается не допустить, чтобы агент Рене Уокер брала "дурной пример" с Джека Бауэра при ведении допросов.
- Рене испытывает затруднения при задействовании гражданских лиц в проведении опасных мероприятий.
- Аллисон Тейлор начинает несколько иначе смотреть на свою позицию применения пыток во время угрозы национальной безопасности.
- В Белом доме разворачивается конкуренция между советником президента Итаном Кэнином и Оливией Тейлор.
- Столкновения Хлои О’Брайан с аналитиком ФБР по имени Дженис Голд.
- Джек заражён смертельным вирусом, но продолжает участвовать в раскрытии дела.
- У Ким Бауэр есть последняя возможность помочь отцу.

### Сюжет
Седьмой день начинается в Сенате, где слушается дело Джека Бауэра. Его обвиняют в превышении полномочий федерального агента при допросах. Сенатор Блэйн Майер планирует показательный процесс. Агент ФБР Рене Уокер прерывает слушания, говоря, что они срочно нуждаются в помощи Джека. Уличные камеры засекли бандитов, которые спланировали похищение одного учёного, где засветился Тони Алмейда, считавшийся погибшим. Джек отказывается верить, что Тони выступает на стороне террористов. Но когда он и Рене допрашивают одного старого знакомого, который мог бы знать что-нибудь об Алмейде, снайпер с соседнего здания убивает контакт, а Тони звонит Джеку и советует не вмешиваться. Снайпер приводит Джека и Рене к местоположению Тони. Джек захватывает Тони и передаёт его в руки ФБР, но при допросе узнаёт, что Тони участвует в тайной операции, в которую вовлечены также Билл Бьюкенен и Хлоя О’Брайан. Бывшие сотрудники КТО действуют самостоятельно и пытаются вскрыть коррупцию в правительстве.
Джек помогает Тони бежать из камеры ФБР и встречается с Биллом и Хлоей. Там он узнаёт, что Бенджамин Джума и Ике Дубэку стремятся помешать США вторгнуться в Сангалу. Дубэку планирует похитить Ула Мэтобо, правителя Сангалы, который сейчас находится в Белом доме с визитом, стремясь заручиться поддержкой США в наведении порядка в его стране. Тони приводит Джека в банду в качестве нового «участника». Джек, Тони и командир наемников Дэвид Эмерсон нападают на резиденцию Мэтобо и похищают его. Рене Уокер попадает в плен к команде Эмерсона. Эмерсон заставляет Джека убить агента ФБР. Джек ранит Рене и закапывает, но сообщает о месте захоронения Биллу. Билл с Хлоей успевают во время и вызволяют Рене. Тони приходится убить Эмерсона, чтобы продолжить операцию. Джек с Тони передают Мэтобо людям Дубэку и вычисляют местоположение Ике. Во время нападения они спасают Мэтобо и уничтожают устройство, которое позволяет взламывать Фаервол, правительственную программу управления. Но Дубэку удаётся скрыться.
Дубэку похищает Генри Тейлора, супруга президента, но Джек и Рене находят Первого джентльмена. Во время спасательной операции Генри Тейлора ранят. Дубэку уходит. Ике планирует скрыться из страны вместе со своей девушкой Марикой. Рене и Бауэру удаётся найти девушку и рассказать всю правду о её возлюбленном. Марика предлагает свою помощь в поимке Дубэку. Во время автомобильной погони Марика погибает, а Дубэку смертельно ранен. В больнице Дубэку успевает передать Бауэру флешку со списком лиц в правительстве США, которые участвовали в данном заговоре. Хлоя расшифровывает список. Бьюкенен и Джек приезжают в Белый дом на встречу с президентом. В ведомствах США начинаются аресты.
Тони сообщает Джеку, что генерал Джума планирует нападение и что Райан Бернетт, начальник штаба сенатора Майера, знает детали. Прямо в Белом доме Джек перехватывает Бернетта. Но Бауэра арестовывают, прежде чем он смог добиться информации. Джума через подземный ход нападает на Белый дом и берёт всех в заложники, в том числе и президента. Джеку удаётся придумать рисковый план по спасению заложников, жертвуя собой, но Билл Бьюкенен делает это вместо него. Билл говорит, что ещё не найден истинный руководитель заговора и Джек единственный, кто сможет распутать это дело.
В больнице ФБР Джек пытается выбить информацию из Бернетта, но прибывает наёмник, парализует Джека и убивает Бернетта, подставляя Бауэра. Джеку удаётся скрыться и узнать, что наемника зовут Джон Квинн и что он работает на компанию Старквуд во с главе с Джонасом Ходжесом, оборонного подрядчика правительства США, которая занималась исследованием биооружия. Джек едет за помощью к сенатору Майеру, который собирал информацию на Старквуд. Сенатор убеждает Джека вместе с ним обратиться к правительственным органам, которые помогут в раскрытии заговора, но Квинн убивает Майера. Джеку удаётся догнать наёмника и убить. Из телефона Квинн Джек узнаёт, что биооружие прибывает в порт сегодня в 22.30. Бауэр и Тони планируют помешать людям из Старквуда получить груз. Джек угоняет грузовик с баллонами биооружия, а Тони попадает в плен. В ходе погони один из баллонов оказывается повреждённым, и Джеку приходится изолировать его. Бауэр подвергается заражению. Остановка в пути позволила людям из Страквуда обнаружить грузовик и вернуть груз.
Джек узнаёт, что умирает, но надеется дожить до конца операции. Тони под контролем Джека и ФБР пытается с помощью Дака Ноулза, основателя Старквуда, выступающего против действий Джонаса Ходжеса, обнаружить капсулы с биооружием. Но ФБР не удаётся добраться до капсул, так как они встречают сопротивление военных с базы Стараквуд. ФБР приходится отступить, но Тони скрытно остаётся на базе. Ходжес просит президента о личной встрече и демонстрирует ей 13 ракет с биокапсулами, которые нацелены на города Америки. Президент соглашается на встречу, и Ходжес едет в Белый дом.
В ФБР приезжает Ким и узнаёт о проблемах отца. Но Джек даже не рассматривает возможность своего лечения с помощью пересадки стволовых клеток от близкого родственника и просит дочь уехать домой. Они прощаются, и Ким едет в аэропорт.
Тони удаётся взорвать базу и уничтожить ракеты. Ходжеса арестовывают в белом доме, но он говорит, что ещё ничего не кончено, что за его спиной стоят более могущественные люди. Тони Альмейда и Ларри Мосс узнают, что одна из капсул всё же похищена, и преследуют сбежавшего наемника. Во время перестрелки с наемником Тони убивает Ларри и помогает Гэльвезу скрыться с капсулой. Тони инсценирует своё ранение и следит за работой ФБР по поимке своего сообщника, постоянно предупреждая его и координируя действия. Джек предлагает Ходжесу программу защиты свидетелей в обмен на информацию и узнаёт, что всё происходящее сегодня спланировано при активном участии Тони и что во главе стоит организация, члены которой сохраняют инкогнито.
Тони и Кара Боуден берут в заложники добропорядочного мусульманина, записывают с ним экстремистское видеообращение и отправляют его в метро. ФБР удаётся раскрыть хитрый план Алмейды и выйти с мусульманином на связь через слуховой передатчик. Джек просит его проверить вагон метро и найти брошенную сумку. Федералам удаётся перехватить бомбу. Она взрывается в защищённой камере. Тони выслежен и арестован. Но Джек вынужден дать Тони сбежать, так как сотрудники Кары Боуден угрожают жизни Ким. Тони захватывает Бауэра и убеждает Кару и лидера их группы по имени Алан Вилсон, что необходимый вирус можно добыть из тела Джека, и продолжить операцию. Джек не может поверить в предательство друга. Тони говорит Джеку, что вычислил истинного виновника в смерти Мишель и сейчас пришло время для мести. Алан Вилсон был человеком Чарльза Логана, и именно он отдавал приказы об устранении Мишель и других сотрудников КТО. Тони обвиняет Джека в трусости и самоустранении.
ФБР удаётся предупредить Ким об опасности. Рене находит место, где прячут Джека, и мешает Альмейде убить Вилсона. Вилсон арестован, но чувствует себя безнаказанным. Рене решает подвергнуть пыткам Вилсона, когда узнаёт, что он замёл все следы своего участия в этом заговоре, и сдаёт свой значок. Джек в плохом состоянии, и доктор вводит его в кому. Ким возвращается в ФБР и просит начать процедуру пересадки стволовых клеток…

### Повороты сюжета, влияющие на следующие сезоны
- Смерть Билла Бьюкенена.
- Возобновление деятельности КТО.
- Начало дружбы между Джеком Бауэром и Рене Уокер.
- Начало дружбы между Джеком Бауэром и Аллисон Тейлор.
- Рене Уокер решает прибегнуть к пытке подозреваемого.
- Развод президента с мужем.
- Ким Бауэр пытается спасти жизнь Джеку.

## В ролях

### Основной состав
- Кифер Сазерленд — Джек Бауэр (24 эпизода)
- Мэри Линн Райскаб — Хлоя О’Брайан (13 эпизодов)
- Черри Джонс — Президент Эллисон Тейлор (23 эпизода)
- Энни Вершинг — Рене Уокер (24 эпизодов)
- Джеймс Морисон[англ.]) — Билл Бьюкэнон (10 эпизодов)
- Колм Фиори — Генри Тейлор (12 эпизодов)
- Боб Гантон — Итан Кеньян (18 эпизодов)
- Джеффри Нордлинг — Ларри Мосс (19 эпизодов)
- Джанин Гарофало — Дженис Голд (21 эпизод)
- Рис Койро — Шон Хиллинджер (10 эпизодов)
- Карлос Бернард — Тони Алмейда (20 эпизодов)

### Приглашённые актёры
- Дэвид Эмерсон (Питер Уингфилд) командир наёмников.
- Гэбриел Шектер (Томми Флэнаган) криминальный делец.
- Ике Дубаку (Хаким Кае-Казим ) полковник армии повстанцев Сангалы.
- Оливия Тейлор (Спрэг Грейден) дочь президента Тейлор.
- Морис О’Брайан (Карло Рота) бывший аналитик КТО. Муж Хлои О’Брайан.
- Бенджамин Джума (Тони Тодд) генерал армии повстанцев Сангалы.
- Кара Боуден (Эми Прайс-Фрэнсис) напарница Тони.
- Алан Уилсон (Уилл Пэттон) организатор терактов в Вашингтоне. Глава теневой организации.
- Стивен (Пол Уэсли) муж Ким и зять Джека.
- Санни Мэйсер (Кристина Чанг) вирусолог из Центра по контролю заболеваний.
- Уле Матобо (Исаак де Банколе) политик из Сангалы, ярый противник генерала Джумы.

### Специально приглашённые актёры
- Блэйн Мейер (Кёртвуд Смит) сенатор который возбудил дело против КТО. Убит наёмником из «Старквуд».
- Джонас Ходжес (Джон Войт) глава частной военной компании «Старквуд». Один из антагонистов седьмого сезона.
- Ким Бауэр (Элиша Катберт) дочь Джека.

## Производство
Создатели телесериалы были полны решимости перестроить сюжет после получения критики за шестой сезон. Первоначально была разработана сюжетная линия, где Джек Бауэр едет в Сангалу, чтобы найти себя, и оказывается в центре военного переворота в стране.
Мы изо всех сил пытались сделать что-то новое в этом году. Мы послали Джека Бауэра в Африку, и я написал сценарий, который честно не работал. Прежде чем сеть даже видела его на уровне студии, мы получали вознаграждение от идеи, особенно как только мы планировали то, чего будет стоить Африка. Это была комбинация студии, не было восторженно, чтобы стрелять там в бюджетных целях и творчески, не было такое чувство, что это гарантировало подталкивание нашего случая. Однажды, в IHOP, я сидел через Джоэла и Боба, и все мы согласились, что эта история не работала и переоборудовала его две недели назад.
Решение пересмотреть основную сюжетную линию заставило приостановить производство с июля до конца августа. Съёмки были задержаны во второй раз (с 27 августа до 10 сентября) из-за сценаристов, которые заканчивали дополнительные сюжеты.
Команда, как намечали, снимет сцены с Кифером Сазерлендом на Аэродроме Корпуса морской пехоты в Эль Торо в понедельник 22 октября 2007 года; однако, съёмка была отменена по медицинским причинам из-за бушующих пожаров в той области. Съёмочная группа страдала из-за задымления района. Настоящие «морские котики» участвовали в съёмках эпизода, где по сюжету нужно было бороться с вымышленными террористами в аэропорту (12-13 августа 2008 года).
После завершения восемнадцатого эпизода производство было временно закрыто. В течение двух недель сценаристы переписывали заключительные шесть эпизодов. В интервью Entertainment Weekly Говард Гордон сказал:
Мы просто не могли заставить это направление работать, и мы нашли другой поворот сюжета, который нам понравился больше.Говард Гордон
Исполнительный продюсер Джоэл Серноу оставил проект 12 февраля 2008 года. Его контракт с 20th Century Fox истекал 30 апреля, но он попросил о более раннем уходе.
У меня произошла некоторая переоценка ценностей. Забастовка дала мне возможность написать собственный сценарий и сделать другие вещи. После работы над сериалом «24 часа», я не знаю, хочу ли я делать подобные шоу снова. Мне нравится то, что продолжается на канале; есть возможность растянуться существенно там, который является чем-то, что я пытаюсь сделать.Джоэл Серноу
Роберт Кокран также покинул шоу после двенадцатого эпизода. Его место занял исполнительный продюсер Говард Гордон.
Седьмой сезон посвящён памяти Ларри Дэвенпорта, который работал редактором с первого сезона. Он умер 19 января 2009 года.
Тони Альмейда был убит в пятом сезоне, но в седьмом сезоне его «оживили». Говард Гордон упомянул в интервью, что они намеренно так сняли смерть Тони, чтобы была возможность при необходимости сделать его возвращение возможным.

### Забастовка Гильдии писателей
25 октября 2007 года телеканал Fox впервые показал трейлер нового сезона и анонсировал дату премьеры седьмого сезона — 13 января 2008 года. Всего одиннадцать дней спустя, 5 ноября 2007 года, началась забастовка Гильдии писателей. Вместо того, чтобы показать восемь законченных эпизодов, руководители Fox отложили запуск, чтобы показать зрителю сезон полностью. Престон Блэкмен, глава Fox, говорил:
Это не то решение, которое мы хотели принять, но мы чувствуем, что зритель ожидает от нас целостное шоу.Престон Блэкмен
После завершения забастовки 22 апреля 2008 года производство возобновилось.
Кифер Сазерленд утверждал, что забастовка оказала положительное влияние на сериал:
Нам удалось сделать то, что мы никогда не успевали делать прежде — создать карту всего сезона, прежде чем мы начали снимать. Готов утверждать, без каких-либо колебаний, что седьмой сезон — лучший во всём телесериале.Кифер Сазерленд

## Эпизоды
| № общий | № в сезоне | Название                         | Режиссёр     | Автор сценария                                                            | Дата премьеры   | Произв. код | Зрители в США (млн) |
| ------- | ---------- | -------------------------------- | ------------ | ------------------------------------------------------------------------- | --------------- | ----------- | ------------------- |
| 145     | 1          | «Day 7: 8:00 a.m. — 9:00 a.m.»   | Джон Кассар  | Говард Гордон и Джоэл Сурноу и Майкл Лосефф                               | 11 января 2009  | 7AFF01      | 12.61               |
| 146     | 2          | «Day 7: 9:00 a.m. — 10:00 a.m.»  | Джон Кассар  | Телесценарий: Джоэл Сурноу и Майкл Лосефф Сюжет: Говард Гордон и Эван Кац | 11 января 2009  | 7AFF02      | 12.61               |
| 147     | 3          | «Day 7: 10:00 a.m. — 11:00 a.m.» | Брэд Тёрнер  | Мэнни Кото и Брэннон Брага                                                | 12 января 2009  | 7AFF03      | 12.31               |
| 148     | 4          | «Day 7: 11:00 a.m. — 12:00 p.m.» | Брэд Тёрнер  | Дэвид Фьюри и Алекс Ганса                                                 | 12 января 2009  | 7AFF04      | 12.31               |
| 149     | 5          | «Day 7: 12:00 p.m. — 1:00 p.m.»  | Джон Кассар  | Говард Гордон и Эван Кац                                                  | 19 января 2009  | 7AFF05      | 12.10               |
| 150     | 6          | «Day 7: 1:00 p.m. — 2:00 p.m.»   | Джон Кассар  | Мэнни Кото и Брэннон Брага                                                | 26 января 2009  | 7AFF06      | 12.22               |
| 151     | 7          | «Day 7: 2:00 p.m. — 3:00 p.m.»   | Милан Чейлов | Телесценарий: Мэнни Кото и Брэннон Брага Сюжет: Майкл Лосефф              | 2 февраля 2009  | 7AFF07      | 11.34               |
| 152     | 8          | «Day 7: 3:00 p.m. — 4:00 p.m.»   | Милан Чейлов | Телесценарий: Роберт Кокран и Эван Кац Сюжет: Дэвид Фьюри                 | 9 февраля 2009  | 7AFF08      | 10.61               |
| 153     | 9          | «Day 7: 4:00 p.m. — 5:00 p.m.»   | Милан Чейлов | Дэвид Фьюри                                                               | 16 февраля 2009 | 7AFF09      | 11.22               |
| 154     | 10         | «Day 7: 5:00 p.m. — 6:00 p.m.»   | Милан Чейлов | Мэнни Кото и Брэннон Брага                                                | 23 февраля 2009 | 7AFF10      | 11.68               |
| 155     | 11         | «Day 7: 6:00 p.m. — 7:00 p.m.»   | Брэд Тёрнер  | Алекс Ганса                                                               | 2 марта 2009    | 7AFF11      | 11.14               |
| 156     | 12         | «Day 7: 7:00 p.m. — 8:00 p.m.»   | Брэд Тёрнер  | Телесценарий: Эван Кац Сюжет: Мэнни Кото и Брэннон Брага                  | 2 марта 2009    | 7AFF12      | 11.14               |
| 157     | 13         | «Day 7: 8:00 p.m. — 9:00 p.m.»   | Брэд Тёрнер  | Мэнни Кото и Брэннон Брага                                                | 9 марта 2009    | 7AFF13      | 11.37               |
| 158     | 14         | «Day 7: 9:00 p.m. — 10:00 p.m.»  | Брэд Тёрнер  | Эван Кац и Хуан Карлос Кото                                               | 16 марта 2009   | 7AFF14      | 11.36               |
| 159     | 15         | «Day 7: 10:00 p.m. — 11:00 p.m.» | Джон Кассар  | Телесценарий: Алекс Ганса Сюжет: Дэвид Фьюри                              | 23 марта 2009   | 7AFF15      | 10.37               |
| 160     | 16         | «Day 7: 11:00 p.m. — 12:00 a.m.» | Джон Кассар  | Мэнни Кото и Брэннон Брага                                                | 30 марта 2009   | 7AFF16      | 11.27               |
| 161     | 17         | «Day 7: 12:00 a.m. — 1:00 a.m.»  | Брэд Тёрнер  | Чип Йоханнссен                                                            | 6 апреля 2009   | 7AFF17      | 10.96               |
| 162     | 18         | «Day 7: 1:00 a.m. — 2:00 a.m.»   | Брэд Тёрнер  | Телесценарий: Мэнни Кото и Брэннон Брага Сюжет: Говард Гордон             | 13 апреля 2009  | 7AFF18      | 10.86               |
| 163     | 19         | «Day 7: 2:00 a.m. — 3:00 a.m.»   | Майкл Клик   | Дэвид Фьюри                                                               | 20 апреля 2009  | 7AFF19      | 10.34               |
| 164     | 20         | «Day 7: 3:00 a.m. — 4:00 a.m.»   | Майкл Клик   | Телесценарий: Алекс Ганса и Чип Йоханнссен Сюжет: Хуан Карлос Кото        | 27 апреля 2009  | 7AFF20      | 10.43               |
| 165     | 21         | «Day 7: 4:00 a.m. — 5:00 a.m.»   | Брэд Тёрнер  | Мэнни Кото и Брэннон Брага                                                | 4 мая 2009      | 7AFF21      | 10.11               |
| 166     | 22         | «Day 7: 5:00 a.m. — 6:00 a.m.»   | Брэд Тёрнер  | Эван Кац                                                                  | 11 мая 2009     | 7AFF22      | 9.79                |
| 167     | 23         | «Day 7: 6:00 a.m. — 7:00 a.m.»   | Джон Кассар  | Дэвид Фьюри и Алекс Ганса                                                 | 18 мая 2009     | 7AFF23      | 9.65                |
| 168     | 24         | «Day 7: 7:00 a.m. — 8:00 a.m.»   | Джон Кассар  | Телесценарий: Говард Гордон Сюжет: Мэнни Кото и Брэннон Брага             | 18 мая 2009     | 7AFF24      | 9.65                |